# Marquard Schwarz
Marquard J. Schwarz (* 30. Juli 1887 in St. Louis; † 17. Februar 1968 in Santa Monica) war ein US-amerikanischer Schwimmer.

## Karriere
Schwarz nahm 1904 an den Olympischen Spielen in St. Louis teil. In den Individualdisziplinen über 220 Yards und 440 Yards Freistil war der US-Amerikaner gemeldet, trat aber nicht an. Im Mannschaftswettbewerb über 4 × 50 Yards Freistil gewann er mit der Staffel vom Missouri Athletic Club Bronze. Zwei Jahre später war der Schwimmer auch Teilnehmer der Olympischen Zwischenspiele in Athen. Dort erreichte er über 100 m Freistil den siebten Rang. In den Wettkämpfen über 400 m und 1 Meile Freistil trat er trotz vorheriger Meldung nicht an. Mit der US-amerikanischen Staffel über 4 × 250 m Freistil wurde er Vierter.
Schwarz studierte an der Yale University.